# Amasra (stad)
Amasra (Grieks: Ἄμαστρις, Amastris) is een klein historisch havenstadje in de Turkse provincie Bartın aan de zuidkust van de Zwarte Zee. Amasra is een belangrijke toeristische plaats in de westkant van de Turkse Zwarte Zeeregio.

## Naam
De originele naam van de stad was Σήσαμος; Sesamus, die vermeld werd door Homerus. De huidige naam komt van Amastris, het nichtje van de laatste Perzische koning Darius III. Na haar scheiding van Lysimachus werd zij de alleenheerser van de omliggende Griekse koloniën.

## Geschiedenis
Ionische kolonisten arriveerden in de 8e eeuw voor christus in het gebied. Zij stichtten verscheidene koloniën zoals Sesamus, Cytorus, Cromna en Tium. Perzische volkeren veroverden regelmatig Griekse koloniën langs de kust van de Zwarte Zee. Alexander de Grote helleniseerde de Perzische volkeren. Latere dynastieën zoals die van Amastris tastten de Griekse cultuur niet aan. De tiran van het staatje sloot zich vrijwillig aan bij het Pontische koninkrijk tussen 265–260 voor christus. Het gebied bleef tot 70 voor Christus in Griekse handen, toen Lucius Licinius Lucullus het inlijfde in het Romeinse Rijk.
Na de val van het Romeinse Rijk ging de stad over naar het Byzantijnse Rijk. Hij werd continu bewoond tot halverwege de negende eeuw, wanneer de Russen de stad plunderen tijdens de eerste Russisch-Byzantijnse oorlog. De stad verkreeg pas weer enig belang toen het in 1261 werd ingenomen door de Republiek Genua die probeerde het monopolie te krijgen op handel op de Zwarte Zee. In 1460 veroverde de Ottomaanse Sultan Mehmed II Amasra en een groot deel van de kuststrook.

## Bezienswaardigheden
Amasra heeft enkele bebouwde eilanden waaronder het Romeins/Byzantijnse kasteel, later uitgebreid door de Genuezen. Hoewel gelegen op een nauw eiland, bezit het kasteel een tunnel naar een ondergrondse zoetwaterbron. Ook is er een negende-eeuwse kapel die tussen 1460 en 1930 als moskee is gebruikt.

## Galerij

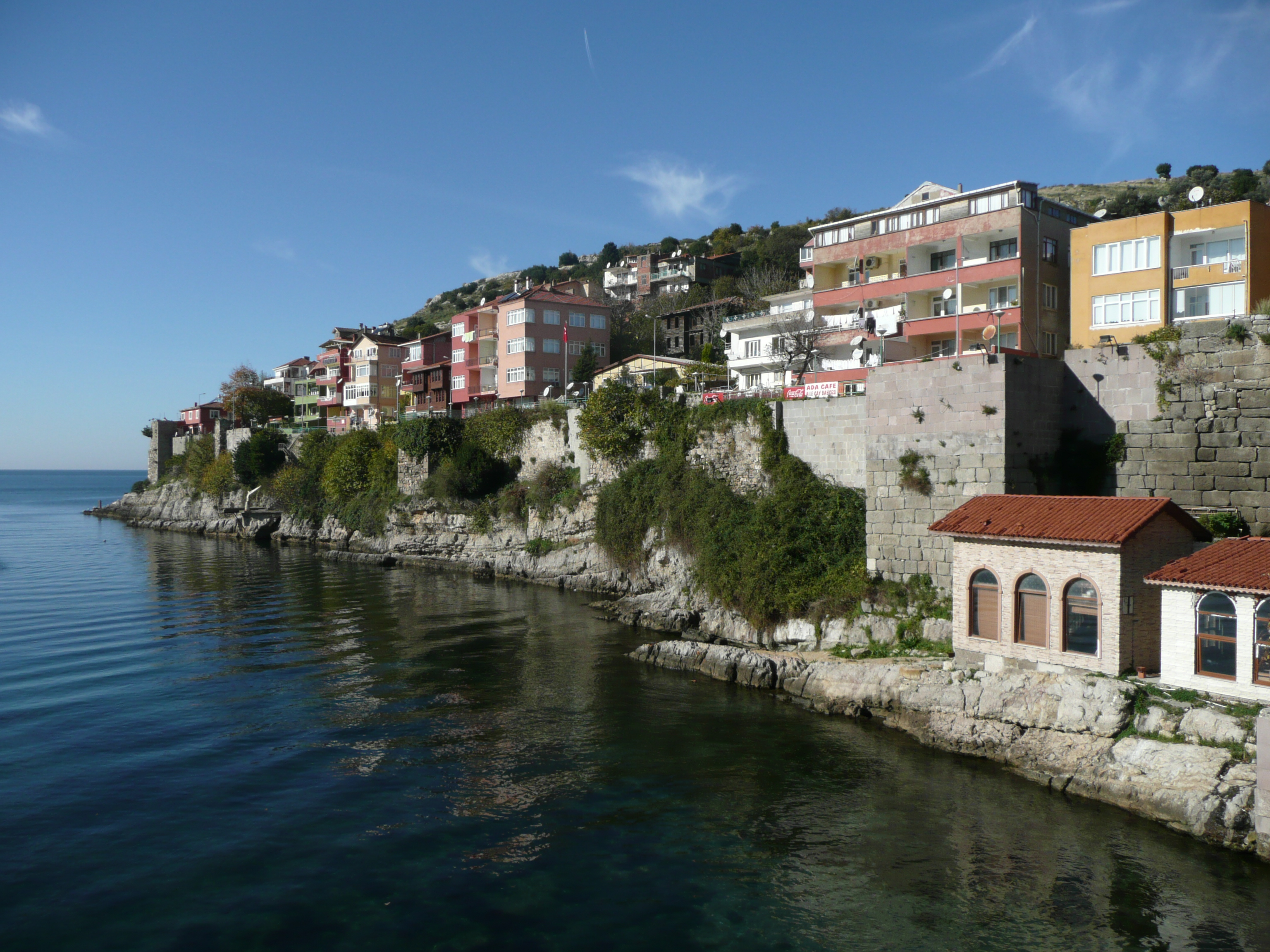
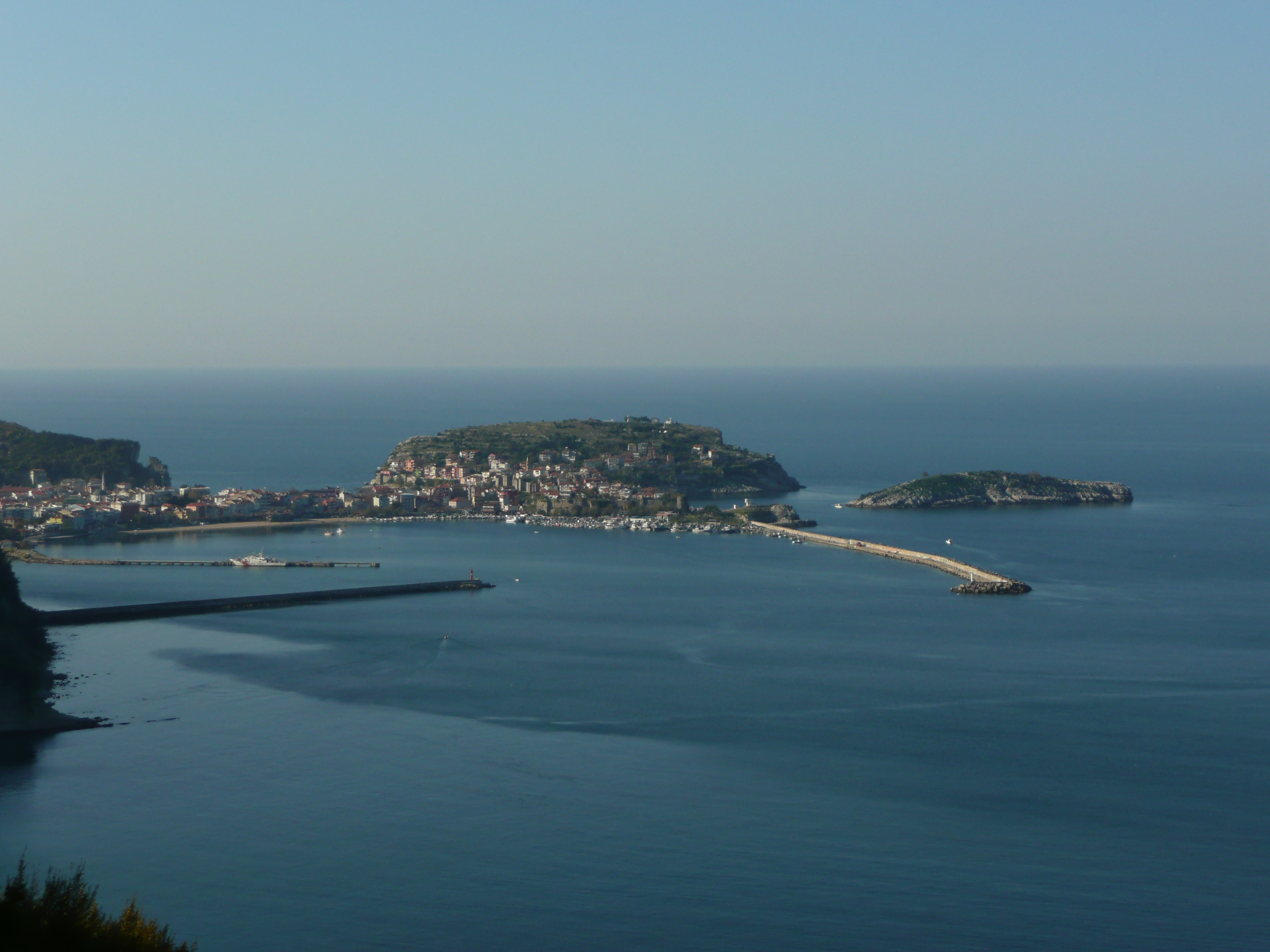
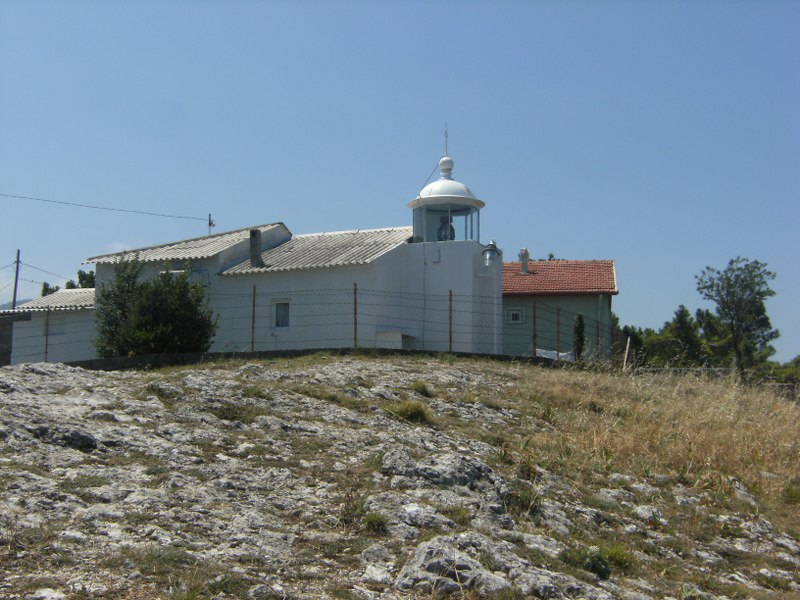
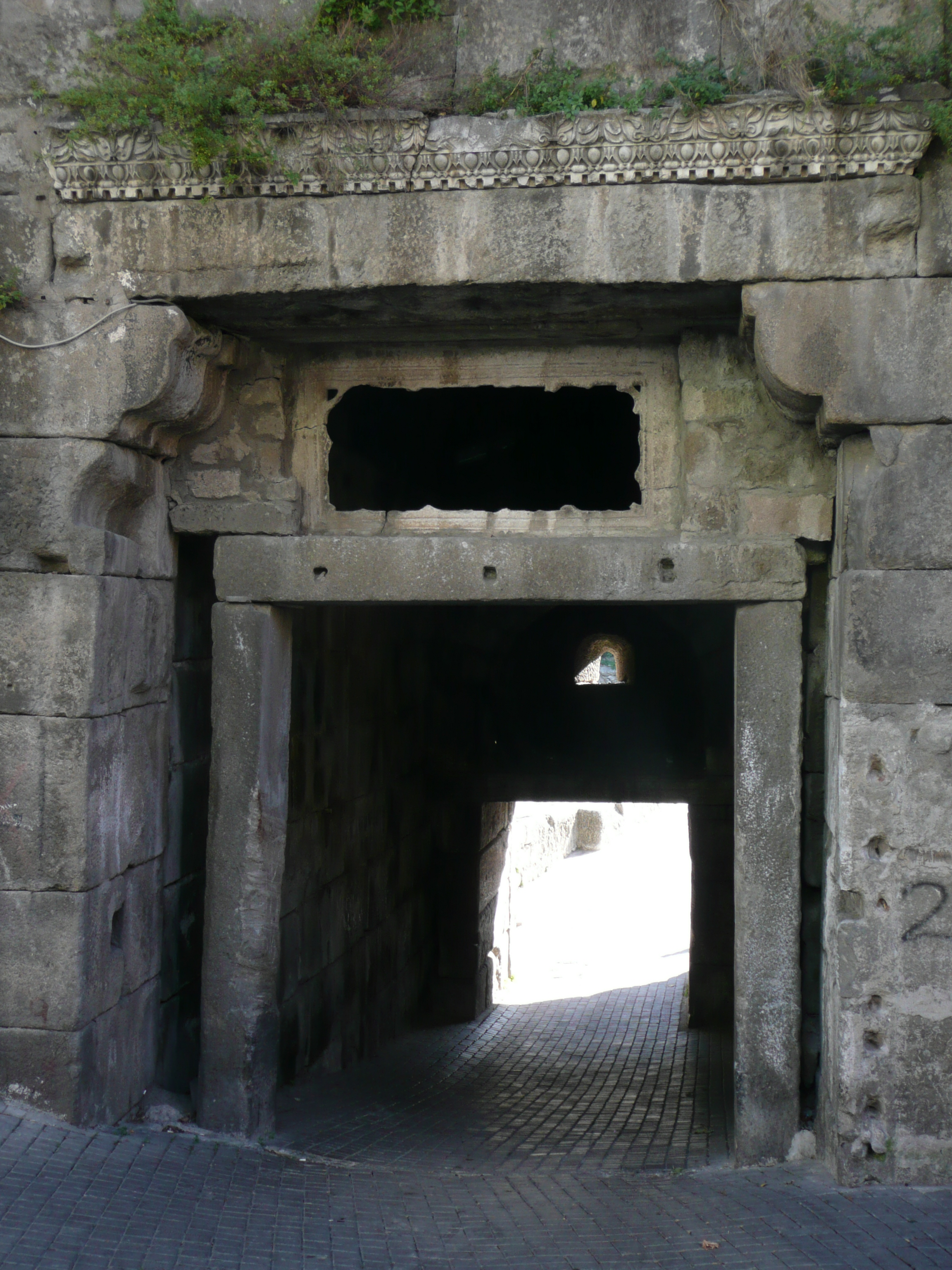

- Gemeinsame Normdatei: 4212138-3
- Library of Congress Control Number: n88291936
- Nationale Bibliotheek van Israël: 987007562635105171
- Virtual International Authority File: 159559564